# Meliosma linearifolia
Meliosma linearifolia är en tvåhjärtbladig växtart som beskrevs av Alwyn Howard Gentry. Meliosma linearifolia ingår i släktet Meliosma och familjen Sabiaceae. Inga underarter finns listade.